# Giro d'Italia 1927
Il Giro d'Italia 1927, quindicesima edizione della "Corsa Rosa", si svolse in quindici tappe dal 15 maggio al 6 giugno 1927, per un percorso totale di 3758,3 km. Fu vinto dall'italiano Alfredo Binda. Su 266 partenti, arrivarono al traguardo finale 80 corridori.
Fu il primo Giro con un'impostazione moderna del percorso: nello stesso arco di tempo del giro precedente furono percorse tre tappe in più, che sostituirono altrettanti giorni di riposo. Le tappe d'altra parte diventarono più brevi: solo due di esse superarono i 300 km.
Nel 1927 Binda era all'apice della sua carriera, e trionfò aggiudicandosi ben 12 tappe su 15: un record mai più superato. Binda guidò inoltre la classifica generale dalla prima all'ultima tappa (come già aveva fatto Girardengo nel '19). Nella sua squadra correva come gregario anche il fratello Albino.
Per l'ultima volta si iscrisse al Giro Giovanni Rossignoli, vincitore "virtuale" della prima edizione nel 1909. Aveva 45 anni e concluse al 44º posto, a circa 7 ore da Binda.

## Tappe
| Tappa  | Data      | Percorso               | km     | Vincitore di tappa  | Leader cl. generale |
| ------ | --------- | ---------------------- | ------ | ------------------- | ------------------- |
| 1ª     | 15 maggio | Milano > Torino        | 288    | Alfredo Binda       | Alfredo Binda       |
|        | 16 maggio | giorno di riposo       |        |                     |                     |
| 2ª     | 17 maggio | Torino > Reggio Emilia | 321    | Alfredo Binda       | Alfredo Binda       |
|        | 18 maggio | giorno di riposo       |        |                     |                     |
| 3ª     | 19 maggio | Reggio Emilia > Lucca  | 207    | Alfredo Binda       | Alfredo Binda       |
| 4ª     | 20 maggio | Lucca > Grosseto       | 240    | Domenico Piemontesi | Alfredo Binda       |
|        | 21 maggio | giorno di riposo       |        |                     |                     |
| 5ª     | 22 maggio | Grosseto > Roma        | 257,6  | Alfredo Binda       | Alfredo Binda       |
| 6ª     | 23 maggio | Roma > Napoli          | 256,8  | Alfredo Binda       | Alfredo Binda       |
| 7ª     | 24 maggio | Napoli > Avellino      | 153,4  | Alfredo Binda       | Alfredo Binda       |
|        | 25 maggio | giorno di riposo       |        |                     |                     |
| 8ª     | 26 maggio | Avellino > Bari        | 271,8  | Alfredo Binda       | Alfredo Binda       |
| 9ª     | 27 maggio | Bari > Campobasso      | 243,6  | Alfredo Binda       | Alfredo Binda       |
|        | 28 maggio | giorno di riposo       |        |                     |                     |
| 10ª    | 29 maggio | Campobasso > Pescara   | 220,2  | Alfredo Binda       | Alfredo Binda       |
| 11ª    | 30 maggio | Pescara > Pesaro       | 218    | Arturo Bresciani    | Alfredo Binda       |
|        | 31 maggio | giorno di riposo       |        |                     |                     |
| 12ª    | 1º giugno | Pesaro > Treviso       | 305,6  | Alfredo Binda       | Alfredo Binda       |
| 13ª    | 2 giugno  | Treviso > Trieste      | 208,2  | Giovanni Brunero    | Alfredo Binda       |
|        | 3 giugno  | giorno di riposo       |        |                     |                     |
| 14ª    | 4 giugno  | Trieste > Verona       | 275,6  | Alfredo Binda       | Alfredo Binda       |
|        | 5 giugno  | giorno di riposo       |        |                     |                     |
| 15ª    | 6 giugno  | Verona > Milano        | 291,5  | Alfredo Binda       | Alfredo Binda       |
| Totale | Totale    | Totale                 | 3758,3 |                     |                     |

## Dettagli delle tappe

### 1ª tappa
- 15 maggio: Milano > Torino – 288 km

Risultati
| Pos. | Corridore        | Squadra      | Tempo     |
| ---- | ---------------- | ------------ | --------- |
| 1    | Alfredo Binda    | Legnano      | 10h00'07" |
| 2    | Mario Bonvicini  | Indipendente | s.t.      |
| 3    | Giuseppe Pancera | Berrettini   | s.t.      |

### 2ª tappa
- 17 maggio: Torino > Reggio Emilia – 321 km

Risultati
| Pos. | Corridore           | Squadra | Tempo     |
| ---- | ------------------- | ------- | --------- |
| 1    | Alfredo Binda       | Legnano | 11h01'57" |
| 2    | Arturo Bresciani    | Bianchi | s.t.      |
| 3    | Domenico Piemontesi | Bianchi | s.t.      |

### 3ª tappa
- 19 maggio: Reggio Emilia > Lucca – 207 km

Risultati
| Pos. | Corridore           | Squadra    | Tempo    |
| ---- | ------------------- | ---------- | -------- |
| 1    | Alfredo Binda       | Legnano    | 7h56'02" |
| 2    | Domenico Piemontesi | Bianchi    | s.t.     |
| 3    | Giuseppe Pancera    | Berrettini | s.t.     |

### 4ª tappa
- 20 maggio: Lucca > Grosseto – 240 km

Risultati
| Pos. | Corridore           | Squadra    | Tempo    |
| ---- | ------------------- | ---------- | -------- |
| 1    | Domenico Piemontesi | Bianchi    | 9h03'27" |
| 2    | Alfredo Binda       | Legnano    | s.t.     |
| 3    | Giuseppe Pancera    | Berrettini | s.t.     |

### 5ª tappa
- 22 maggio: Grosseto > Roma – 257,6 km

Risultati
| Pos. | Corridore        | Squadra | Tempo    |
| ---- | ---------------- | ------- | -------- |
| 1    | Alfredo Binda    | Legnano | 9h56'00" |
| 2    | Giovanni Brunero | Legnano | a 8'35"  |
| 3    | Antonio Negrini  | Wolsit  | s.t.     |

### 6ª tappa
- 24 maggio: Roma > Napoli – 256,8 km

Risultati
| Pos. | Corridore        | Squadra | Tempo     |
| ---- | ---------------- | ------- | --------- |
| 1    | Alfredo Binda    | Legnano | 10h39'07" |
| 2    | Arturo Bresciani | Bianchi | s.t.      |
| 3    | Giovanni Brunero | Legnano | s.t.      |

### 7ª tappa
- 24 maggio: Napoli > Avellino – 153,4 km

Risultati
| Pos. | Corridore        | Squadra    | Tempo    |
| ---- | ---------------- | ---------- | -------- |
| 1    | Alfredo Binda    | Legnano    | 6h22'15" |
| 2    | Giuseppe Pancera | Berrettini | s.t.     |
| 3    | Arturo Bresciani | Bianchi    | s.t.     |

### 8ª tappa
- 26 maggio: Avellino > Bari – 271,8 km

Risultati
| Pos. | Corridore       | Squadra      | Tempo     |
| ---- | --------------- | ------------ | --------- |
| 1    | Alfredo Binda   | Legnano      | 10h28'22" |
| 2    | Sante Ferrato   | Indipendente | s.t.      |
| 3    | Michele Robotti | Indipendente | s.t.      |

### 9ª tappa
- 27 maggio: Bari > Campobasso – 243,6 km

Risultati
| Pos. | Corridore        | Squadra | Tempo     |
| ---- | ---------------- | ------- | --------- |
| 1    | Alfredo Binda    | Legnano | 11h16'00" |
| 2    | Giovanni Brunero | Legnano | s.t.      |
| 3    | Arturo Bresciani | Bianchi | s.t.      |

### 10ª tappa
- 29 maggio: Campobasso > Pescara – 220,2 km

Risultati
| Pos. | Corridore        | Squadra | Tempo    |
| ---- | ---------------- | ------- | -------- |
| 1    | Alfredo Binda    | Legnano | 7h53'00" |
| 2    | Ermanno Vallazza | Legnano | s.t.     |
| 3    | Antonio Negrini  | Wolsit  | s.t.     |

### 11ª tappa
- 30 maggio: Pescara > Pesaro – 218 km

Risultati
| Pos. | Corridore        | Squadra | Tempo    |
| ---- | ---------------- | ------- | -------- |
| 1    | Arturo Bresciani | Bianchi | 7h45'28" |
| 2    | Antonio Negrini  | Wolsit  | s.t.     |
| 3    | Giovanni Brunero | Legnano | s.t.     |

### 12ª tappa
- 1º giugno: Pesaro > Treviso – 305,6 km

Risultati
| Pos. | Corridore        | Squadra      | Tempo     |
| ---- | ---------------- | ------------ | --------- |
| 1    | Alfredo Binda    | Legnano      | 11h43'50" |
| 2    | Arturo Bresciani | Bianchi      | s.t.      |
| 3    | Sante Ferrato    | Indipendente | s.t.      |

### 13ª tappa
- 2 giugno: Treviso > Trieste – 208,2 km

Risultati
| Pos. | Corridore        | Squadra | Tempo    |
| ---- | ---------------- | ------- | -------- |
| 1    | Giovanni Brunero | Legnano | 8h19'47" |
| 2    | Antonio Negrini  | Wolsit  | s.t.     |
| 3    | Ermanno Vallazza | Legnano | s.t.     |

### 14ª tappa
- 3 giugno: Trieste > Verona – 275,6 km

Risultati
| Pos. | Corridore        | Squadra      | Tempo     |
| ---- | ---------------- | ------------ | --------- |
| 1    | Alfredo Binda    | Legnano      | 11h10'45" |
| 2    | Arturo Bresciani | Bianchi      | s.t.      |
| 3    | Michele Robotti  | Indipendente | s.t.      |

### 15ª tappa
- 6 giugno: Verona > Milano – 291,5 km

Risultati
| Pos. | Corridore        | Squadra | Tempo     |
| ---- | ---------------- | ------- | --------- |
| 1    | Alfredo Binda    | Legnano | 10h51'43" |
| 2    | Antonio Negrini  | Wolsit  | a 6'40"   |
| 3    | Giovanni Brunero | Legnano | a 8'34"   |

## Classifiche finali

### Classifica generale
| Pos. | Corridore           | Squadra      | Tempo      |
| ---- | ------------------- | ------------ | ---------- |
| 1    | Alfredo Binda       | Legnano      | 144h15'35" |
| 2    | Giovanni Brunero    | Legnano      | a 27'24"   |
| 3    | Antonio Negrini     | Wolsit       | a 36'06"   |
| 4    | Ermanno Vallazza    | Legnano      | a 51'20"   |
| 5    | Giuseppe Pancera    | Berrettini   | a 54'29"   |
| 6    | Arturo Bresciani    | Bianchi      | a 1h10'03" |
| 7    | Egidio Picchiottino | Bianchi      | a 1h11'54" |
| 8    | Aleardo Simoni      | Ganna        | a 1h32'14" |
| 9    | Luigi Giacobbe      | Wolsit       | a 1h57'49" |
| 10   | Aristide Cavallini  | Indipendente | a 2h05'44" |